# Mayatrichia
Mayatrichia is een geslacht van schietmotten uit de familie Hydroptilidae.

## Soorten
Deze lijst van 7 stuks is mogelijk niet compleet.
- M. acuna HH Ross, 1944
- M. ayama Mosely, 1937
- M. illobia SC Harris & RW Holzenthal, 1990
- M. moselyi RL Blickle & DG Denning, 1977
- M. ponta HH Ross, 1944
- M. rualda Mosely, 1937
- M. tuscaloosa SC Harris & JL Sykora, 1996